# Раџон Рондо
Раџон Пјер Рондо (енгл. Rajon Pierre Rondo; Луивил, Кентаки, 22. фебруар 1986) амерички је кошаркаш. Игра на позицији плејмејкера, а тренутно наступа за Кливленд кавалирсе.

## Средња школа
Три године је похађао је „Louisville Eastern High School“ и у њиховој кошаркашкој екипи просечно је постизао 27,9 поена, 10 скокова и 7,5 асистенција. У четвртој години студија пребацио се на „Oak Hill Academy“. Просечно је бележио 21 поен, 3 скока и 12 асистенција, а његова екипа је завршила сезону 2003./04. са скором 38-0. Позван је у Мекдоналдс Ол-Американ тим 2004. и на тој утакмици постигао је 14 поена и имао 4 асистенције и 4 украдене лопте. Такође је учествовао и на „Jordan Capital Classic“ утакмици где је убацио 12 поена и забележио 5 асистенција и 4 украдене лопте. У тој сезони је имао 303 асистенције, чиме је оборио рекорд Џефа Макинеса. У четвртој години, Рондо је у просеку убацивао 20 поена и имао 12 асистенција. Годину је завршио као са највише асистенција у историји „Oak Hill Academy“ поново премашујући Џефа Макинеса.

## Универзитет
Похађао је универзитет у Универзитет у Кентакију и предводио их до неколико победа, са кључним шутевима против универзитета као што су Јужна Каролина, Луивил и Централ Флорида. Међутим, Кентаки није успео стићи до НЦАА Фајнал фора, ни у првој ни у другој години док је Рондо био члан њихове екипе. У другој години играња на универзитету просечно је бележио 11,2 поена, 6,1 скокова, 4,9 асистенција и 2,1 украдену лопту по сусрету. Рондо је позван америчку У-21 репрезентацију, и играо је на Светском првенству у Аргентини 2005. године. На првенству је бележио 11 поена и 4,5 асистенција у 8 одиграних утакмица.

## НБА

### НБА драфт
Рондо је изабран у првом кругу (21. укупно) НБА драфта 2006. године од стране Финикс санса. У Бостон је стигао заједно с Брајаном Грантом, у замену за избор на НБА драфту 2007. и новчану надокнаду.

### Руки сезона
У првој сезони Рондо је одиграо 78 утакмица регуларног дела сезоне. Минутажу је делио са Себастијаном Телфером и Делонтеом Вестом. Убацивао је 6,4 поена и имао 3,8 асистенција, 3,7 скокова и 1,6 украдених лопти за 23 минута проведених у игри. На крају сезоне изабран је у најбољу другу петорку новајлија.

### Сезона 2007./08.
Након што су Вест и Телфер напустили екипу, Рондо постаје стартни плејмејкер тима. У стартној петорци одиграо је 77 утакмица и бележио 10,6 поена, 4,2 скока и 5,1 асистенцију по утакмици. Током НБА Ол-стар викенда 2008. учествовао је у мечу рукија и софмора. У свом дебију у плејофу забележио је 15 поена, 9 асистенција и 2 украдене лопте, те тиме помогао екипи у победи против Атланте хокса. Рондо је у другој утакмици финала против Лос Анђелес лејкерса уписао чак 16 асистенција. У шестој утакмици Рондо је помогао Селтиксима да победе са 21 поеном, 7 скокова, 8 асистенција и 6 украдених лопти. Те сезоне Рондо је освојио и свој први [НБА прстен.

### Сезона 2008./09.
Рондо је у почетној петорци одиграо 80 утакмица регуларног дела сезоне и бележио 11,9 поена, 8,2 асистенција, 5,2 скока и 1,9 украдених лопти. 3. децембра 2008, Рондо је остварио свој први трипл-дабл учинак против Пејсерса (16 поена, 13 скокова и 17 асистенција). Након неколико месеци касније, Рондо бележи и свој други трипл-дабл против Далас маверикса (19 поена, 15 скокова и 14 асистенција). На свој 23. рођендан остварио је рекордних 32 поена и заједно са Рејом Аленом доноси победу Селтиксима против Финикс санса. У плејофу, Рондо је у серији против Чикаго булса имао два трипл-дабл учинка, а против Орландо меџика један, те се с тиме изједначио се са Ларијем Бердом. Селтикси су на крају у полуфиналу плејофа испали од Меџика резултатом серије 4-3.

### Сезона 2009./10.
На почетку сезоне 2009./10. Рондо је потписао петогодишње продужење уговора вредно 55.000.000 милиона долара чиме ће остати члан Селтикса све до 2014. године. Током 2009./10. сезоне Рондо је имао најбоље просеке каријере у поенима (13,8), асистенцијама (9,7) и украденим лоптама (2,3) и постао први играч Селтикса који је био најбољи крадљивац лопти у сезони. 28. јануара 2010. први пут је позван на НБА Ол-стар меч као резерва у екипи Источне конференције.

## Успеси

### Клупски
- Бостон селтикси:
  - НБА (1): 2007/08.

- Лос Анђелес лејкерси:
  - НБА (1): 2019/20.

### Појединачни
- НБА Ол-стар меч (4): 2010, 2011, 2012, 2013.
- Идеални тим НБА — трећа постава (1): 2011/12.
- Идеални одбрамбени тим НБА — прва постава (2): 2009/10, 2010/11.
- Идеални одбрамбени тим НБА — друга постава (2): 2008/09, 2011/12.
- Идеални тим новајлија НБА — друга постава: 2006/07.